# Weedon (Quebec)
Weedon es un municipio canadiense situado en la provincia de Quebec.

## Superficie
Weedon tiene una superficie de 215,95 km².

## Demografía
En 2021, tenía 2667 habitantes, una densidad poblacional de 12,4 hab./km², y 1633 viviendas.